# Abzal Azhgaliyev
Abzal Azhgaliyev (Oral, 30 giugno 1992) è un pattinatore di short track kazako.

## Biografia
Ha vinto la medaglia di bronzo ai Giochi asiatici invernali di Almaty e Astana nella staffetta 5.000 metri.
Ha rappresentato il Kazakistan ai Giochi olimpici invernali di Soči 2014 e Pyeongchang 2018. A quest'ultima edizione è stato alfiere del suo Paese, succedendo a Yerdos Akhmadiyev.

## Palmarès
- Giochi asiatici invernali

Almaty e Astana: bronzo nella staffetta 5.000 m